# Vịt bãi lớn

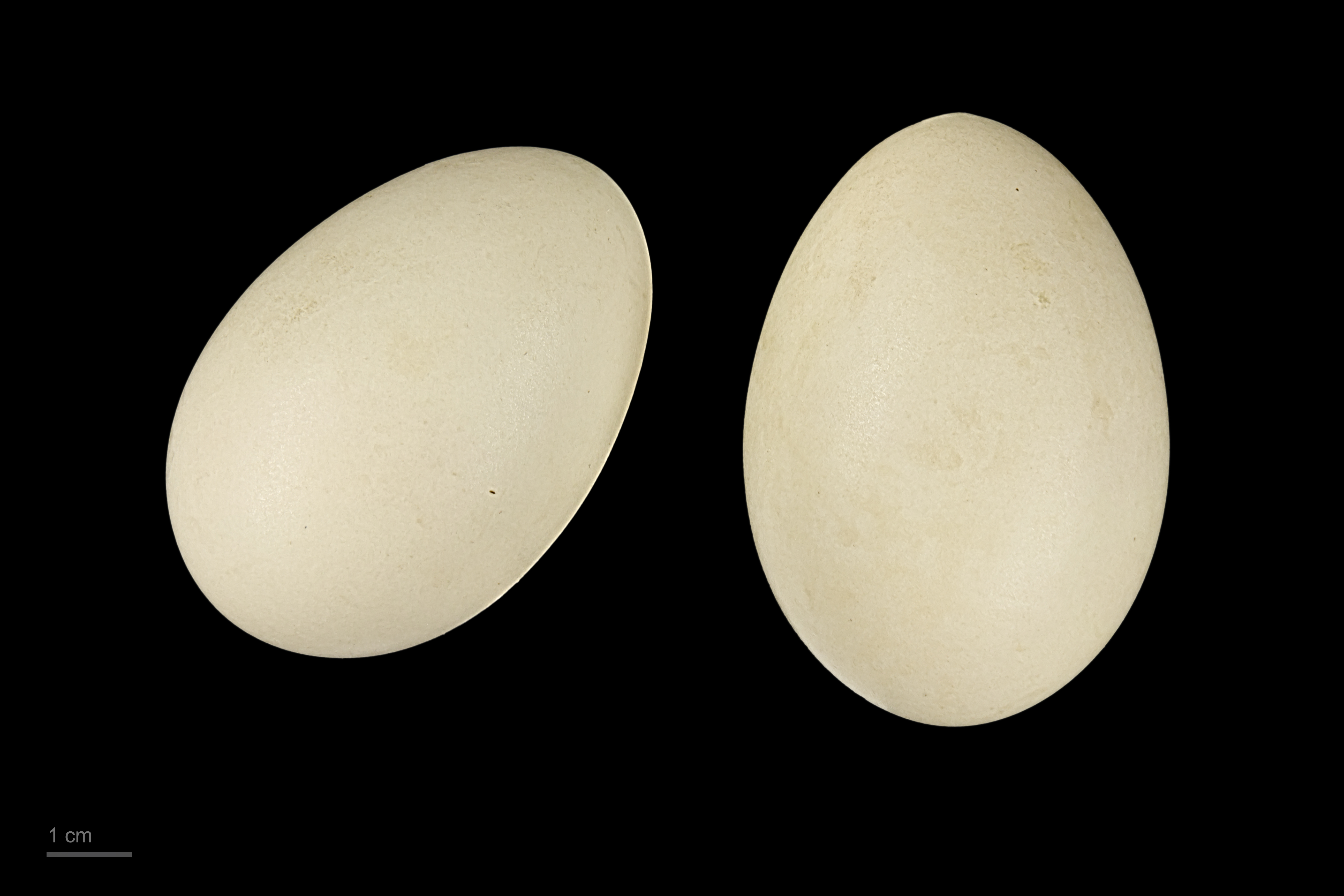
Aythya marila

Vịt bãi lớn (tên khoa học: Aythya marila) là một loài chim trong họ Vịt.
Loài vịt này trải qua những tháng mùa hè sinh sản ở Alaska, miền bắc Canada, Siberia, và vùng cực bắc của châu Âu. Vào mùa đông, chúng di chuyển về phía nam đến bờ biển Bắc Mỹ, Châu Âu và Nhật Bản.

## Phân loài
- A. m. marila (Linnaeus, 1761)
- A. m. nearctica (Stejneger, 1885)